# Élections législatives de 2017 dans les Pyrénées-Atlantiques
Les élections législatives françaises de 2017 se déroulent les 11 et 18 juin 2017. Dans le département des Pyrénées-Atlantiques, six députés sont à élire dans le cadre de six circonscriptions.

## Élus
| Circonscription                                 | Député sortant            | Parti | Parti | Député élu ou réélu | Parti | Parti |
| ----------------------------------------------- | ------------------------- | ----- | ----- | ------------------- | ----- | ----- |
| 1re                                             | Martine Lignières-Cassou* |       | PS    | Josy Poueyto        |       | MoDem |
| 2e                                              | Nathalie Chabanne         |       | PS    | Jean-Paul Mattei    |       | MoDem |
| 3e                                              | David Habib               |       | PS    | David Habib         |       | PS    |
| 4e                                              | Jean Lassalle             |       | RES   | Jean Lassalle       |       | RES   |
| 5e                                              | Colette Capdevielle       |       | PS    | Florence Lasserre   |       | MoDem |
| 6e                                              | Sylviane Alaux            |       | PS    | Vincent Bru         |       | MoDem |
| * député sortant ne se représentant pas en 2017 |                           |       |       |                     |       |       |

## Rappel des résultats départementaux des élections de 2012
| Parti          | Parti                              | Premier tour | Premier tour | Second tour | Second tour | Sièges |  |
| Parti          | Parti                              | Voix         | %            | Voix        | %           | Sièges |  |
| -------------- | ---------------------------------- | ------------ | ------------ | ----------- | ----------- | ------ |  |
|                | Parti socialiste                   | 112 466      | 38,27        | 120 330     | 51,21       | 5      |  |
|                | Europe Écologie Les Verts          | 8 038        | 2,74         |             |             | 0      |  |
|                | Majorité présidentielle            | 120 504      | 41,01        | 120 330     | 51,21       | 5      |  |
|                |                                    |              |              |             |             |        |  |
|                | Union pour un mouvement populaire  | 57 104       | 19,43        | 53 939      | 22,96       | 0      |  |
|                | Parti radical                      | 15 932       | 5,42         | 20 864      | 8,88        | 0      |  |
|                | Divers droite dont DLR et PCD      | 2 336        | 0,79         |             |             | 0      |  |
|                | Droite parlementaire               | 75 372       | 25,65        | 74 803      | 31,84       | 0      |  |
|                |                                    |              |              |             |             |        |  |
|                | Mouvement démocrate                | 33 999       | 11,75        | 39 824      | 16,95       | 1      |  |
|                | Front national                     | 22 770       | 7,75         |             |             | 0      |  |
|                | Front de gauche                    | 17 378       | 5,91         | 0           |             |        |  |
|                | Régionaliste                       | 14 514       | 4,94         | 0           |             |        |  |
|                | Divers                             | 3 876        | 1,32         | 0           |             |        |  |
|                | Extrême gauche dont LO, NPA et POI | 2 803        | 0,95         | 0           |             |        |  |
|                | Divers écologiste dont AÉI et MÉI  | 2 625        | 0,89         | 0           |             |        |  |
|                |                                    |              |              |             |             |        |  |
| Inscrits       | Inscrits                           | 489 193      | 100,00       | 407 214     | 100,00      | 6      |  |
| Abstentions    | Abstentions                        | 190 182      | 38,88        | 161 557     | 39,67       |        |  |
| Votants        | Votants                            | 299 011      | 61,12        | 245 657     | 60,33       |        |  |
| Blancs et nuls | Blancs et nuls                     | 5 170        | 1,73         | 10 700      | 4,36        |        |  |
| Exprimés       | Exprimés                           | 293 841      | 98,27        | 234 957     | 95,64       |        |  |

## Résultats

### Résultats à l'échelle du département
|                                                          |                                      |                           |                           |                          |                          |
|                                                          |                                      | Premier tour 11 juin 2017 | Premier tour 11 juin 2017 | Second tour 18 juin 2017 | Second tour 18 juin 2017 |
|                                                          |                                      |                           |                           |                          |                          |
|                                                          |                                      | Nombre                    | % des inscrits            | Nombre                   | % des inscrits           |
| Inscrits                                                 | Inscrits                             | 502 206                   | 100,00                    | 502 161                  | 100,00                   |
| Abstentions                                              | Abstentions                          | 226 596                   | 45,12                     | 264 179                  | 52,61                    |
| Votants                                                  | Votants                              | 275 610                   | 54,88                     | 237 982                  | 47,39                    |
|                                                          |                                      |                           | % des votants             |                          | % des votants            |
| Bulletins blancs                                         | Bulletins blancs                     | 4 335                     | 1,57                      | 20 558                   | 8,64                     |
| Bulletins nuls                                           | Bulletins nuls                       | 1 987                     | 0,72                      | 9 349                    | 3,93                     |
| Suffrages exprimés                                       | Suffrages exprimés                   | 269 288                   | 97,71                     | 208 075                  | 87,43                    |
|                                                          |                                      |                           |                           |                          |                          |
| Étiquette politique                                      | Étiquette politique                  | Voix                      | % des exprimés            | Voix                     | % des exprimés           |
|                                                          |                                      |                           |                           |                          |                          |
|                                                          | Mouvement démocrate                  | 69 746                    | 25,90                     | 79 517                   | 38,22                    |
|                                                          | Parti socialiste                     | 38 224                    | 14,19                     | 50 020                   | 24,04                    |
|                                                          | Les Républicains                     | 32 242                    | 11,97                     | 22 893                   | 11,00                    |
|                                                          | La France insoumise                  | 27 040                    | 10,04                     |                          |                          |
|                                                          | La République en marche              | 25 335                    | 9,41                      | 35 858                   | 17,23                    |
|                                                          | Front national                       | 19 832                    | 7,36                      |                          |                          |
|                                                          | Régionaliste                         | 16 472                    | 6,12                      |                          |                          |
|                                                          | Divers droite                        | 9 832                     | 3,65                      | 19 787                   | 9,51                     |
|                                                          | Union des démocrates et indépendants | 9 035                     | 3,36                      |                          |                          |
|                                                          | Écologiste                           | 8 859                     | 3,29                      |                          |                          |
|                                                          | Parti communiste français            | 6 291                     | 2,34                      |                          |                          |
|                                                          | Divers                               | 2 245                     | 0,83                      |                          |                          |
|                                                          | Extrême gauche                       | 1 825                     | 0,68                      |                          |                          |
|                                                          | Debout la France                     | 1 198                     | 0,44                      |                          |                          |
|                                                          | Divers gauche                        | 1 112                     | 0,41                      |                          |                          |
| Source : Ministère de l'Intérieur - Pyrénées-Atlantiques |                                      |                           |                           |                          |                          |

### Résultats par circonscription

#### Première circonscription
Député sortant : Martine Lignières-Cassou (Parti socialiste).
|                                                                                       | |                           |                           |                          |                          |
|                                                                                       | | Premier tour 11 juin 2017 | Premier tour 11 juin 2017 | Second tour 18 juin 2017 | Second tour 18 juin 2017 |
|                                                                                       | |                           |                           |                          |                          |
|                                                                                       | | Nombre                    | % des inscrits            | Nombre                   | % des inscrits           |
| Inscrits                                                                              | Inscrits                                                                                             | 68 812                    | 100,00                    | 68 809                   | 100,00                   |
| Abstentions                                                                           | Abstentions                                                                                          | 32 420                    | 47,11                     | 38 826                   | 56,43                    |
| Votants                                                                               | Votants                                                                                              | 36 392                    | 52,89                     | 29 983                   | 43,57                    |
|                                                                                       | |                           | % des votants             |                          | % des votants            |
| Bulletins blancs                                                                      | Bulletins blancs                                                                                     | 671                       | 1,84                      | 3 727                    | 12,43                    |
| Bulletins nuls                                                                        | Bulletins nuls                                                                                       | 329                       | 0,90                      | 1 640                    | 5,47                     |
| Suffrages exprimés                                                                    | Suffrages exprimés                                                                                   | 35 392                    | 97,25                     | 24 616                   | 82,10                    |
|                                                                                       | |                           |                           |                          |                          |
| Candidat Étiquette politique (partis et alliances)                                    | Candidat Étiquette politique (partis et alliances)                                                   | Voix                      | % des exprimés            | Voix                     | % des exprimés           |
|                                                                                       | |                           |                           |                          |                          |
|                                                                                       | Josy Poueyto Mouvement démocrate (La République en marche)                                           | 14 112                    | 39,87                     | 15 438                   | 62,72                    |
|                                                                                       | Pauline Roy Les Républicains                                                                         | 5 265                     | 14,88                     | 9 178                    | 37,28                    |
|                                                                                       | Jérôme Marbot Parti socialiste                                                                       | 4 427                     | 12,51                     |                          |                          |
|                                                                                       | Séverine Ghedjati La France insoumise                                                                | 4 404                     | 12,44                     |                          |                          |
|                                                                                       | Claudie Cheyroux Front national                                                                      | 3 149                     | 8,90                      |                          |                          |
|                                                                                       | Olivier Dartigolles Parti communiste français (Europe Écologie Les Verts - République et socialisme) | 1 635                     | 4,62                      |                          |                          |
|                                                                                       | Thérèse de Boissezon Régionaliste (Partit occitan)                                                   | 752                       | 2,12                      |                          |                          |
|                                                                                       | Frédéric Pic Divers gauche (Nouvelle Donne)                                                          | 552                       | 1,56                      |                          |                          |
|                                                                                       | Philippe Krompholtz Debout la France                                                                 | 422                       | 1,19                      |                          |                          |
|                                                                                       | Agnès Hegoburu Lutte ouvrière                                                                        | 282                       | 0,80                      |                          |                          |
|                                                                                       | Élisabeth Meitner Divers (Union populaire républicaine)                                              | 261                       | 0,74                      |                          |                          |
|                                                                                       | Djémory Diabaté Divers gauche (Mouvement des progressistes)                                          | 131                       | 0,37                      |                          |                          |
| Source : Ministère de l'Intérieur - Première circonscription des Pyrénées-Atlantiques | |                           |                           |                          |                          |

#### Deuxième circonscription
Député sortant : Nathalie Chabanne (Parti socialiste).
|                                                                                       | |                           |                           |                          |                          |
|                                                                                       | | Premier tour 11 juin 2017 | Premier tour 11 juin 2017 | Second tour 18 juin 2017 | Second tour 18 juin 2017 |
|                                                                                       | |                           |                           |                          |                          |
|                                                                                       | | Nombre                    | % des inscrits            | Nombre                   | % des inscrits           |
| Inscrits                                                                              | Inscrits | 80 073                    | 100,00                    | 80 072                   | 100,00                   |
| Abstentions                                                                           | Abstentions | 35 675                    | 44,55                     | 42 053                   | 52,52                    |
| Votants                                                                               | Votants | 44 398                    | 55,45                     | 38 019                   | 47,48                    |
|                                                                                       | |                           | % des votants             |                          | % des votants            |
| Bulletins blancs                                                                      | Bulletins blancs | 794                       | 1,79                      | 2 734                    | 7,19                     |
| Bulletins nuls                                                                        | Bulletins nuls | 330                       | 0,74                      | 1 503                    | 3,95                     |
| Suffrages exprimés                                                                    | Suffrages exprimés                                                                                                   | 43 274                    | 97,47                     | 33 782                   | 88,86                    |
|                                                                                       | |                           |                           |                          |                          |
| Candidat Étiquette politique (partis et alliances)                                    | Candidat Étiquette politique (partis et alliances)                                                                   | Voix                      | % des exprimés            | Voix                     | % des exprimés           |
|                                                                                       | |                           |                           |                          |                          |
|                                                                                       | Jean-Paul Mattei Mouvement démocrate (La République en marche)                                                       | 18 019                    | 41,64                     | 20 584                   | 60,93                    |
|                                                                                       | Nathalie Chabanne (députée sortante) Parti socialiste                                                                | 6 244                     | 14,43                     | 13 198                   | 39,07                    |
|                                                                                       | Éric Saubatte Les Républicains                                                                                       | 6 065                     | 14,02                     |                          |                          |
|                                                                                       | Thierry Moutou La France insoumise                                                                                   | 4 341                     | 10,03                     |                          |                          |
|                                                                                       | Joseph Damour Front national                                                                                         | 3 995                     | 9,23                      |                          |                          |
|                                                                                       | Héléna Timmer-Blanchard Europe Écologie Les Verts (Parti communiste français - République et socialisme)             | 1 434                     | 3,31                      |                          |                          |
|                                                                                       | Jacques Mauhourat Écologiste (Mouvement écologiste indépendant - Confédération pour l'homme, l'animal et la planète) | 1 407                     | 3,25                      |                          |                          |
|                                                                                       | Philippe Palengat Divers droite (Les Indépendants)                                                                   | 529                       | 1,22                      |                          |                          |
|                                                                                       | Alain Baudorre Divers droite (Résistons)                                                                             | 526                       | 1,22                      |                          |                          |
|                                                                                       | Antoine Missier Lutte ouvrière                                                                                       | 293                       | 0,68                      |                          |                          |
|                                                                                       | Samantha Kerrache Divers (Union populaire républicaine)                                                              | 249                       | 0,58                      |                          |                          |
|                                                                                       | Aurélien Corbillon Divers (Allons enfants !)                                                                         | 172                       | 0,40                      |                          |                          |
| Source : Ministère de l'Intérieur - Deuxième circonscription des Pyrénées-Atlantiques | |                           |                           |                          |                          |

#### Troisième circonscription
Député sortant : David Habib (Parti socialiste).
|                                                                                        |                                                                                                   |                           |                           |                          |                          |
|                                                                                        |                                                                                                   | Premier tour 11 juin 2017 | Premier tour 11 juin 2017 | Second tour 18 juin 2017 | Second tour 18 juin 2017 |
|                                                                                        |                                                                                                   |                           |                           |                          |                          |
|                                                                                        |                                                                                                   | Nombre                    | % des inscrits            | Nombre                   | % des inscrits           |
| Inscrits                                                                               | Inscrits                                                                                          | 82 751                    | 100,00                    | 82 747                   | 100,00                   |
| Abstentions                                                                            | Abstentions                                                                                       | 35 688                    | 43,13                     | 38 958                   | 47,08                    |
| Votants                                                                                | Votants                                                                                           | 47 063                    | 56,87                     | 43 789                   | 52,92                    |
|                                                                                        |                                                                                                   |                           | % des votants             |                          | % des votants            |
| Bulletins blancs                                                                       | Bulletins blancs                                                                                  | 864                       | 1,84                      | 2 827                    | 6,46                     |
| Bulletins nuls                                                                         | Bulletins nuls                                                                                    | 390                       | 0,83                      | 1 512                    | 3,45                     |
| Suffrages exprimés                                                                     | Suffrages exprimés                                                                                | 45 809                    | 97,34                     | 39 450                   | 90,09                    |
|                                                                                        |                                                                                                   |                           |                           |                          |                          |
| Candidat Étiquette politique (partis et alliances)                                     | Candidat Étiquette politique (partis et alliances)                                                | Voix                      | % des exprimés            | Voix                     | % des exprimés           |
|                                                                                        |                                                                                                   |                           |                           |                          |                          |
|                                                                                        | Michel Bernos La République en marche                                                             | 13 647                    | 29,79                     | 18 164                   | 46,04                    |
|                                                                                        | David Habib (député sortant) Parti socialiste                                                     | 11 644                    | 25,42                     | 21 286                   | 53,96                    |
|                                                                                        | Éric Lytwyn La France insoumise                                                                   | 5 020                     | 10,96                     |                          |                          |
|                                                                                        | Lucinda Carvalho Front national                                                                   | 4 031                     | 8,80                      |                          |                          |
|                                                                                        | Bernard Dupont Union des démocrates et indépendants                                               | 4 008                     | 8,75                      |                          |                          |
|                                                                                        | Pierre Saulnier Les Républicains                                                                  | 3 234                     | 7,06                      |                          |                          |
|                                                                                        | Isabelle Larrouy Parti communiste français (Europe Écologie Les Verts - République et socialisme) | 1 348                     | 2,94                      |                          |                          |
|                                                                                        | David Grosclaude Régionaliste (Partit occitan)                                                    | 736                       | 1,61                      |                          |                          |
|                                                                                        | Édith Peyré Écologiste                                                                            | 708                       | 1,55                      |                          |                          |
|                                                                                        | Frédéric Pédedaut Divers gauche (Nouvelle Donne)                                                  | 429                       | 0,94                      |                          |                          |
|                                                                                        | Éric Delteil Extrême gauche (Parti ouvrier indépendant démocratique)                              | 273                       | 0,60                      |                          |                          |
|                                                                                        | Éric Petetin Écologiste                                                                           | 256                       | 0,56                      |                          |                          |
|                                                                                        | Catherine Le Carrer Divers (Union populaire républicaine)                                         | 238                       | 0,52                      |                          |                          |
|                                                                                        | Christian Marty Lutte ouvrière                                                                    | 237                       | 0,52                      |                          |                          |
| Source : Ministère de l'Intérieur - Troisième circonscription des Pyrénées-Atlantiques |                                                                                                   |                           |                           |                          |                          |

#### Quatrième circonscription
Député sortant : Jean Lassalle (Mouvement démocrate).
|                                                                                        |                                                                      |                           |                           |                          |                          |
|                                                                                        |                                                                      | Premier tour 11 juin 2017 | Premier tour 11 juin 2017 | Second tour 18 juin 2017 | Second tour 18 juin 2017 |
|                                                                                        |                                                                      |                           |                           |                          |                          |
|                                                                                        |                                                                      | Nombre                    | % des inscrits            | Nombre                   | % des inscrits           |
| Inscrits                                                                               | Inscrits                                                             | 80 185                    | 100,00                    | 80 161                   | 100,00                   |
| Abstentions                                                                            | Abstentions                                                          | 33 250                    | 41,47                     | 37 381                   | 46,63                    |
| Votants                                                                                | Votants                                                              | 46 935                    | 58,53                     | 42 780                   | 53,37                    |
|                                                                                        |                                                                      |                           | % des votants             |                          | % des votants            |
| Bulletins blancs                                                                       | Bulletins blancs                                                     | 672                       | 1,43                      | 3 768                    | 8,81                     |
| Bulletins nuls                                                                         | Bulletins nuls                                                       | 267                       | 0,57                      | 1 531                    | 3,58                     |
| Suffrages exprimés                                                                     | Suffrages exprimés                                                   | 45 996                    | 98,00                     | 37 481                   | 87,61                    |
|                                                                                        |                                                                      |                           |                           |                          |                          |
| Candidat Étiquette politique (partis et alliances)                                     | Candidat Étiquette politique (partis et alliances)                   | Voix                      | % des exprimés            | Voix                     | % des exprimés           |
|                                                                                        |                                                                      |                           |                           |                          |                          |
|                                                                                        | Loïc Corrégé La République en marche                                 | 11 688                    | 25,41                     | 17 694                   | 47,21                    |
|                                                                                        | Jean Lassalle (député sortant) Divers droite (RES)                   | 8 145                     | 17,71                     | 19 787                   | 52,79                    |
|                                                                                        | Bernard Uthurry Parti socialiste                                     | 5 808                     | 12,63                     |                          |                          |
|                                                                                        | Marc Oxibar Les Républicains (Les Centristes)                        | 4 443                     | 9,66                      |                          |                          |
|                                                                                        | Anita Lopepe Régionaliste (Euskal Herria Bai)                        | 3 912                     | 8,51                      |                          |                          |
|                                                                                        | Didier Bayens La France insoumise                                    | 3 529                     | 7,67                      |                          |                          |
|                                                                                        | Laurent Inchauspé Union des démocrates et indépendants               | 2 494                     | 5,42                      |                          |                          |
|                                                                                        | Gilles Hustaix Front national                                        | 1 970                     | 4,28                      |                          |                          |
|                                                                                        | Robert Bareille Parti communiste français (République et socialisme) | 1 540                     | 3,35                      |                          |                          |
|                                                                                        | Véronique Zenoni Europe Écologie Les Verts                           | 1 236                     | 2,69                      |                          |                          |
|                                                                                        | Bernard Arrabit Régionaliste (Parti nationaliste basque)             | 648                       | 1,41                      |                          |                          |
|                                                                                        | Véronique Dazord Debout la France                                    | 282                       | 0,61                      |                          |                          |
|                                                                                        | Lucile Souche Lutte ouvrière                                         | 187                       | 0,41                      |                          |                          |
|                                                                                        | François-Xavier Dattin Divers (Union populaire républicaine)         | 114                       | 0,25                      |                          |                          |
| Source : Ministère de l'Intérieur - Quatrième circonscription des Pyrénées-Atlantiques |                                                                      |                           |                           |                          |                          |

#### Cinquième circonscription
Député sortant : Colette Capdevielle (Parti socialiste).
|                                                                                        |                                                                                   |                           |                           |                          |                          |
|                                                                                        |                                                                                   | Premier tour 11 juin 2017 | Premier tour 11 juin 2017 | Second tour 18 juin 2017 | Second tour 18 juin 2017 |
|                                                                                        |                                                                                   |                           |                           |                          |                          |
|                                                                                        |                                                                                   | Nombre                    | % des inscrits            | Nombre                   | % des inscrits           |
| Inscrits                                                                               | Inscrits                                                                          | 90 982                    | 100,00                    | 90 977                   | 100,00                   |
| Abstentions                                                                            | Abstentions                                                                       | 42 831                    | 47,08                     | 50 425                   | 55,43                    |
| Votants                                                                                | Votants                                                                           | 48 151                    | 52,92                     | 40 552                   | 44,57                    |
|                                                                                        |                                                                                   |                           | % des votants             |                          | % des votants            |
| Bulletins blancs                                                                       | Bulletins blancs                                                                  | 619                       | 1,29                      | 3 015                    | 7,43                     |
| Bulletins nuls                                                                         | Bulletins nuls                                                                    | 302                       | 0,63                      | 1 378                    | 3,40                     |
| Suffrages exprimés                                                                     | Suffrages exprimés                                                                | 47 230                    | 98,09                     | 36 159                   | 89,17                    |
|                                                                                        |                                                                                   |                           |                           |                          |                          |
| Candidat Étiquette politique (partis et alliances)                                     | Candidat Étiquette politique (partis et alliances)                                | Voix                      | % des exprimés            | Voix                     | % des exprimés           |
|                                                                                        |                                                                                   |                           |                           |                          |                          |
|                                                                                        | Florence Lasserre Mouvement démocrate (La République en marche)                   | 17 528                    | 37,11                     | 20 623                   | 57,03                    |
|                                                                                        | Colette Capdevielle (députée sortante) Parti socialiste (Parti radical de gauche) | 6 253                     | 13,24                     | 15 536                   | 42,97                    |
|                                                                                        | Caroline Oustalet Les Républicains                                                | 5 353                     | 11,33                     |                          |                          |
|                                                                                        | Jérémy Farge La France insoumise                                                  | 4 942                     | 10,46                     |                          |                          |
|                                                                                        | Jean-Michel Iratchet Front national                                               | 3 378                     | 7,15                      |                          |                          |
|                                                                                        | Laurence Hardouin Régionaliste (Euskal Herria Bai)                                | 2 675                     | 5,66                      |                          |                          |
|                                                                                        | Thibault Pathias Europe Écologie Les Verts                                        | 1 994                     | 4,22                      |                          |                          |
|                                                                                        | Yves Ugalde Union des démocrates et indépendants                                  | 1 647                     | 3,49                      |                          |                          |
|                                                                                        | Marie-José Rivas Parti communiste français (République et socialisme)             | 1 130                     | 2,39                      |                          |                          |
|                                                                                        | Jean-Claude Labadie Divers                                                        | 578                       | 1,22                      |                          |                          |
|                                                                                        | Pascal Lesellier Debout la France                                                 | 494                       | 1,05                      |                          |                          |
|                                                                                        | Laurent Marlin Régionaliste (Parti nationaliste basque)                           | 397                       | 0,84                      |                          |                          |
|                                                                                        | Rémy Iroz Divers droite (Résistons)                                               | 388                       | 0,82                      |                          |                          |
|                                                                                        | Romain Doïmo Divers (Union populaire républicaine)                                | 248                       | 0,53                      |                          |                          |
|                                                                                        | Philippe Bardanouve Lutte ouvrière                                                | 225                       | 0,48                      |                          |                          |
| Source : Ministère de l'Intérieur - Cinquième circonscription des Pyrénées-Atlantiques |                                                                                   |                           |                           |                          |                          |

#### Sixième circonscription
Député sortant : Sylviane Alaux (PS).
|                                                                                      |                                                       |                           |                           |                          |                          |
|                                                                                      |                                                       | Premier tour 11 juin 2017 | Premier tour 11 juin 2017 | Second tour 18 juin 2017 | Second tour 18 juin 2017 |
|                                                                                      |                                                       |                           |                           |                          |                          |
|                                                                                      |                                                       | Nombre                    | % des inscrits            | Nombre                   | % des inscrits           |
| Inscrits                                                                             | Inscrits                                              | 99 403                    | 100,00                    | 99 395                   | 100,00                   |
| Abstentions                                                                          | Abstentions                                           | 46 732                    | 47,01                     | 56 536                   | 56,88                    |
| Votants                                                                              | Votants                                               | 52 671                    | 52,99                     | 42 859                   | 43,12                    |
|                                                                                      |                                                       |                           | % des votants             |                          | % des votants            |
| Bulletins blancs                                                                     | Bulletins blancs                                      | 715                       | 1,36                      | 4 487                    | 10,47                    |
| Bulletins nuls                                                                       | Bulletins nuls                                        | 369                       | 0,70                      | 1 785                    | 4,16                     |
| Suffrages exprimés                                                                   | Suffrages exprimés                                    | 51 587                    | 97,94                     | 36 587                   | 85,37                    |
|                                                                                      |                                                       |                           |                           |                          |                          |
| Candidat Étiquette politique (partis et alliances)                                   | Candidat Étiquette politique (partis et alliances)    | Voix                      | % des exprimés            | Voix                     | % des exprimés           |
|                                                                                      |                                                       |                           |                           |                          |                          |
|                                                                                      | Vincent Bru Mouvement démocrate                       | 20 087                    | 38,94                     | 22 872                   | 62,51                    |
|                                                                                      | Maider Arosteguy Les Républicains                     | 7 882                     | 15,28                     | 13 715                   | 37,49                    |
|                                                                                      | Peio Etcheverry-Ainchart Euskal Herria Bai            | 6 191                     | 12,00                     |                          |                          |
|                                                                                      | Christine Labrousse La France insoumise               | 4 804                     | 9,31                      |                          |                          |
|                                                                                      | Sylviane Alaux (députée sortante) Parti socialiste    | 3 848                     | 7,46                      |                          |                          |
|                                                                                      | Sylviane Lopez Front national                         | 3 309                     | 6,41                      |                          |                          |
|                                                                                      | Sophie Bussière Europe Écologie Les Verts             | 1 824                     | 3,54                      |                          |                          |
|                                                                                      | Jean Tellechea Parti nationaliste basque              | 1 161                     | 2,25                      |                          |                          |
|                                                                                      | Stéphane Alvarez Union des démocrates et indépendants | 886                       | 1,72                      |                          |                          |
|                                                                                      | Dominique Mélé Parti communiste français              | 638                       | 1,24                      |                          |                          |
|                                                                                      | Thomas Burc Union populaire républicaine              | 382                       | 0,74                      |                          |                          |
|                                                                                      | Jacqueline Uhart Lutte ouvrière                       | 328                       | 0,64                      |                          |                          |
|                                                                                      | Gabriel Grosjean Divers droite                        | 244                       | 0,47                      |                          |                          |
|                                                                                      | François Amigorena La République en marche            | 3                         | 0,01                      |                          |                          |
| Source : Ministère de l'Intérieur - Sixième circonscription des Pyrénées-Atlantiques |                                                       |                           |                           |                          |                          |